# Arturo Marescalchi
Arturo Marescalchi (Baricella, 30 ottobre 1869 – Salò, 6 novembre 1955) è stato un politico ed enologo italiano.

## Biografia
Arturo Marescalchi nacque a Baricella nel bolognese e si diplomò come enotecnico alla scuola enologica di Conegliano svolgendo successivamente la sua attività a Bordeaux e a Parenzo in Istria. Nel 1892 tornò a Conegliano perché aveva ricevuto una nomina come aiuto alla Cattedra e al Laboratorio di Fitopatologia e come docente di Scienze Naturali nel corso inferiore.come insegnante presso la Scuola Superiore. Nel 1895 venne chiamato a Casale Monferrato dall'onorevole Edoardo Ottavi del quale sposo' la sorella Carolina, divenendo genero del grande Giuseppe Antonio Ottavi, "Papa' Ottavi" per tutti gli agricoltori italiani. 
Successivamente fondò sempre a Conegliano l'Associazione Enotecnica Italiani e il periodico L'Enotecnico, oggi conosciuto come L'Enologo. 
Nel 1902 fondo' la "Società  dei Viticoltori Monferrini" che poi divenne "del Piemonte " e in seguito "d'Italia". Fondo' la "Borsa Vinicola" e fu l'ideatore e promotore  della prima "Festa dell'uva". Dopo aver collaborato per oltre quindici anni con gli Ottavi al "Giornale Vinicolo Italiano" fondo' il periodico "L'Italia Vinicola ed Agraria". 
Venne eletto per la prima volta nel 1915 e poi per ben quattro volte deputato e venne nominato Sottosegretario al Ministero dell'Agricoltura dal settembre del 1929 fino al gennaio del 1935.  Fu nominato Senatore del Regno d'Italia il 1º marzo 1934. Tra il 1919 e il1927 sostenne la necessità di una legge per la tutela delle denominazioni di origine dei Vini Tipici, come in quei tempi venivano definiti i vini di qualità, che poi sarebbero diventati i vini DOC nel 1963 a seguito del DPR 930 di cui fu relatore e primo firmatario il monferrino Paolo Desana con cui Arturo Marescalchi ebbe una regolare sd importante collaborazione.  L'11 novembre 1933 inaugurò la Stazione Sperimentale per la Viticoltura a Conegliano Veneto. Nel giugno del 1923 aveva partecipato al convegno internazionale di Parigi nel quale si decise la Fondazione, poi avvenuta poi nel 1924, dell'O.I.V., l'Office International de la Vigne et du Vin. Si operò per la fondazione della Cantina Sociale di Conegliano, a lui intitolata, e nel 1927 crea la celebre “Bottega del vino italiano” alla Scuola enologica di Conegliano. Fu anche un grande giornalista, il primo giornalista agrario a collaborare regolarmente con il "Corriere della Sera " che fu definito come "l'anello di congiunzione tra il giornalismo agricolo ottocentesco e le nuove leve giornalistiche del Novecento ". Nel 2013 a Casale Monferrato, in occasione delle manifestazioni del Cinquantenario della legge delle Doc vinicole italiane, viene rappresentato come il terzo Moschettiere della Doc con Giuseppe Antonio Ottavi, Federico Martinotti e Paolo Desana. 

## Omaggi
- Ad Arturo Marescalchi è stata intitolata una via della città di Conegliano.[4]
- Ad Arturo Marescalchi al castello Paleologo di Casale Monferrato è stato intitolato un salone dove si organizzano importanti manifestazioni